# 1327
1327 (MCCCXXVII) var ett normalår som började en torsdag i den julianska kalendern.

## Händelser

### Januari
- 24 januari – Den engelske kungen Edvard II blir avsatt av parlamentet, anklagad för inkompetens. Han efterträds dagen därpå som kung av England och herre över Irland av sin son Edvard III, medan han själv sätts i fängsligt förvar och ett halvår senare blir torterad till döds.

### April
- 3 april – Vid lagmannen Birger Perssons död omnämns i hans testamente ämnet socker i Sverige för första gången.
- 6 april – Francesco Petrarca ser sin förmodade musa Laura de Sade för första gången.

### Okänt datum
- Södermannalagen stadfästs.

## Födda
- Birger Gregersson, svensk ärkebiskop 1366-1383.
- Johanna I av Neapel, drottning av Neapel och grevinna av Provence.

## Avlidna
- 3 april – Birger Persson, lagman i Uppland, far till Heliga Birgitta.
- 29 maj – Jens Grand, dansk ärkebiskop 1289-1303.
- 21 september – Edvard II, kung av England och herre över Irland från 1307 till 29 januari detta år (torterad till döds)[1]
- 27 oktober – Elizabeth de Burgh, drottning av Skottland sedan 1306 (gift med Robert I)

### Fotnoter
1. ↑  Det hände i dag